# لطفعلی صورتگر (نقاش)

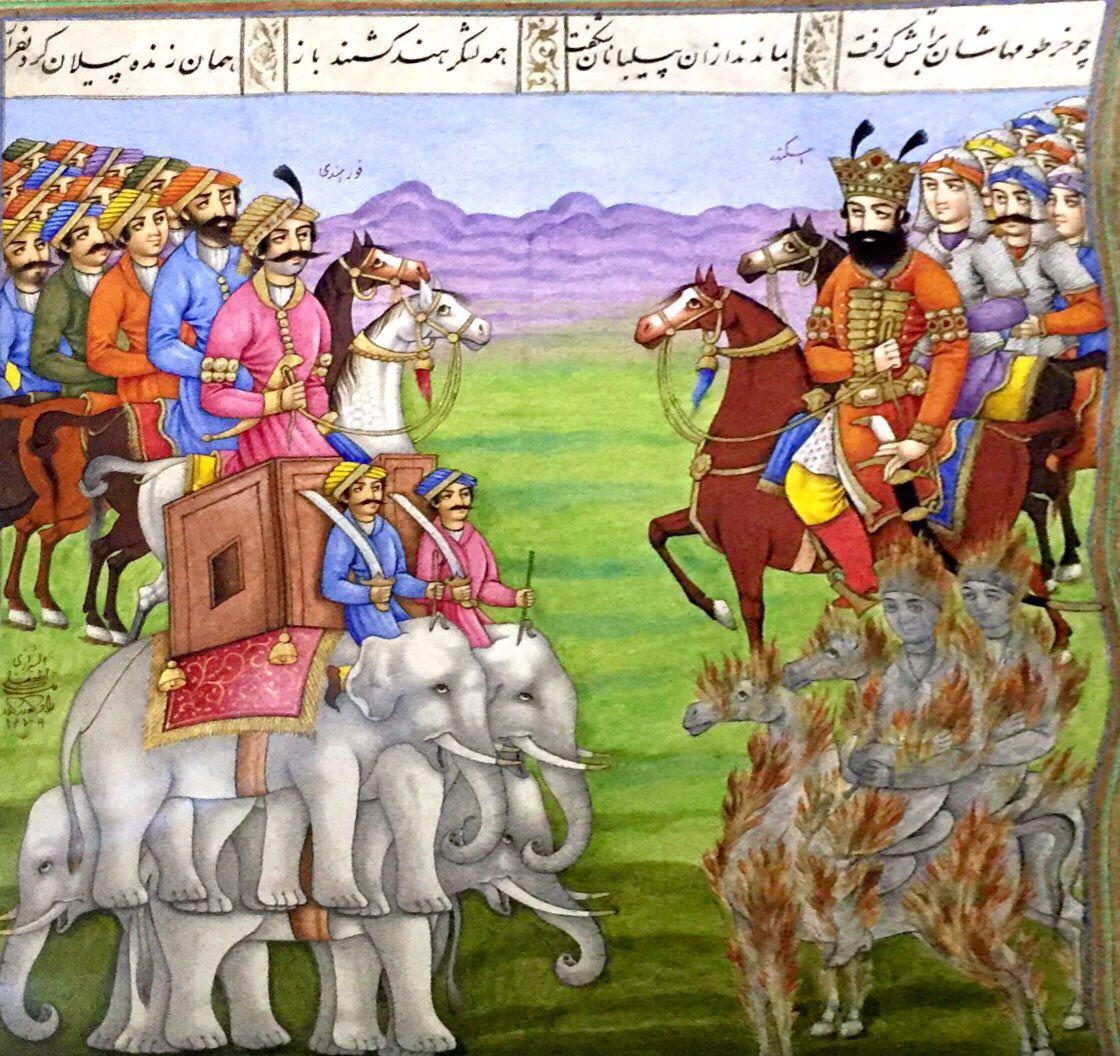
تصویری از شاهنامه داوری اثر لطفعلی شیرازی

آقا لطفعلی شیرازی نقاش صاحب سبک سدهٔ سیزدهم ه‍.ق شیراز محله شاه در دوره قاجار است که به‌ویژه گل و بوته‌سازی تبحر و شیوهٔ خاص خود را داشت. به تأیید فرصت شیرازی در کتاب آثار عجم در صفحه ۵۴۸ تاریخ فوتش ۱۲۸۸ ه‍.ق در شیراز بوده و در دارالسلام شیراز دفن گردید، آقا لطفعلی شیرازی پدر (میرزا محمد علی خان، مسعود الملک) بودند که ایشان نیز از خوشنویسان شیراز بشمار می اید.
- او با خلق مرقع‌ها و جلدهای قرآن و قلمدان و تابلوهای زیبا و به‌ویژه گل و بوته‌هایی بی‌نظیر و نیز تابلوهای مربوط به داستان‌های شاهنامه فردوسی شیوه‌ای خاص از نگارگری ایران زمین را به نام خود ثبت کرده‌است.

- از دیگر اثار وی میتوان نقاشیهای تالاری معرف به تالار نقاشی و تالار جنوبی و ارسی هفت دری خانه میرزا محمد مستوفی.قوام الدوله اشتیانی در تهران را نام برد که بر روی مجموعه ای از مقرنس کاری های ظریف و پیچیده و دیوارهای پر نقش و نگار مزین به منظره و نقاشی های ظریف به شیوه گل و مرغ و نقوش اسلیمی و در بهای چوبی منقوش بسک گل و مرغ که بسال ۱۲۵۳ ه ق توسط وی انجام گردیده٬

- اغلب نقاشی‌های زمینه سقف ایوان باغ نارنجستان قوام از ساختمان‌های دوره قاجار در شیراز توسط آقا لطفعلی شیرازی انجام گرفته‌است. آثار ارزشمند او هم‌اکنون زینت بخش خانه‌ها و موزه‌های ایران و جهان است.
- شعر زیر که جهت ماده تاریخ فوتش بر سنگ مزار او توسط  میرزا ابولقاسم متخلص به فرهنگ شیرازی یکی از فرزندان وصال شیرازی سروده و  حجاری گردیده.

زیر گزیده لطفعلی خان هزار حیف
وان طبع روشن و دل امیدوار حیف
زان سرو راست قامت موزون که سالها
خم گشت در عبادت پروردگار حیف
زان قامت ستوده موزون که خرم دا
صد طفه زد بسرو لب جویبار حیف
فرهنگ خواست سال وفاتش رقم زند
طبعش ربوده دودش و گوار حیف
از صبر دل اجلدو با اه ناله گفت
تاریخ اور لطفعلی خان هزار حیف
- آثار ایشان را می‌توان تعداد ۵۵ تصویر در شاهنامه داوری از ۶۸ تصویر این شاهنامه نام برد که این شاهنامه هم‌اکنون در موزه رضا عباسی نگهداری می‌شود.
- جلد مثنوی معنوی به خط محمد اسماعیل توحید شیرازی پسر وصال شیرازی در سال۱۲۸۱ق محل نگهداری کتابخانه ملی ٬ش۱۲۶۸/ف
- تعدادی از آثار آبرنگ از ایشان در موزه پارس ٬شیراز
- جلد قران محل نگهداری کاخ گلستان ش۶۵۵کتابت شده در سال ۱۲۷۷ق
- جلد مرقع، موجود در کاخ کلستان ش ۱۵۳۰ مورخ رمضان ۱۲۷۶ ق
- جلد قرآن محل نگهداری کاخ گلستان ش ۶۵۴ مورخ ۱۲۷۶ ق حسب‌الامر نظام الملک
- جلد قران در کتابخانه ملک ش ۴۸ مورخ ۱۲۷۱ ق
- جلد قران در مجموعه ناصر داوود خلیلی در لندن مورخ ۱۲۶۹ ق
- جلد قران بخط وصال شیرازی ٬مورخ ۱۲۵۷ ق
- آقا لطفعلی شیرازی علاوه بر نقاشی به ساخت آثار لاکی اعم از جلد و قلمدان و قاب آیینه علاقه بسیار داشت و آثار متعددی در این هنر به یادگار نهاده
- قلمدان لاکی محل نگهداری موزه اسناد و کتابخانه ملی شیراز
- آقا لطفعلی شیرازی جد دکتر لطفعلی صورتگر استاد دانشگاه، شاعر، نویسنده و مترجم معاصر ایرانی است.
- نقاشی گل زنبق در موزه ملی تفلیس خلق شده بسال ۱۲۶۸ه ق و۱۸۵۱میلادی